# Dalux
Dalux er en dansk softwarevirksomhed rettet mod byggeindustrien. Dalux blev grundlagt i 2005 og har mere end én million brugere fordelt i 147 lande. Målt på antallet af brugere er Dalux Europa's største BIM virksomhed.. 
Dalux vandt EY Entrepreneur of the year i 2022 "bl.a. på baggrund af deres imponerende vækst og globale udrulning" og fik repræsentere Danmark i finalen i Monaco. .